# Onni Talas
Onni Eugen Aleksander Talas (Lappeenranta, 15 de junho de 1877 — Helsínquia, 3 de maio de 1958; nome de família até 1895 Gratschoff) foi um político e diplomata finlandês que foi membro do Senado da Finlândia. Foi embaixador na Dinamarca (1930–1934), Hungria (1931–1940), Áustria (1933–1938), Turquia (1934–1940), Bulgária (1934–1940), Jugoslávia (1934–1940), Itália (1940–1944) e no Estado Independente da Croácia (1941–1942).